# Black Rock (Südgeorgien)
Der Black Rock (englisch für Schwarzer Felsen) ist ein Rifffelsen im Südatlantik. Er liegt 16 km südöstlich der Shag Rocks und rund 170 km westnordwestlich Südgeorgiens.
Wahrscheinlich wurde dieser Felsen von der Mannschaft des spanischen Schiffs Aurora 1762 zu derjenigen Inselgruppe zugerechnet, die sie Aurora-Inseln nannten. 1927 wurde er von Wissenschaftlern der britischen Discovery Investigations von Bord des Schiffs RRS William Scoresby kartiert.